# 부에노스아이레스 지하철 C선
숩테 C선(La línea C del subte de Buenos Aires)은 "파란색" 노선으로 1934년 11월 9일 개통되었다.

## 개요
숩테 C선은 총길이 4.4km로 리테로역과 콘스티투시온 역을 연결한다. 리마 남쪽 거리에서, 베르나르도 데 이리고옌, 카를로스 펠레그리니, 에스메랄다, 산 마르틴 광장 그리고 아베니다 라모스 메지아를 거쳐 레티로 역에 도착을 한다.
아르헨티나에서 세 번째로 개통된 노선이며, A, D, E와 동일한 전동 방식을 채택했다.

## 지하철 역
- Retiro (레티로)

- General San Martín (싼 마르틴)
- Lavalle (라바이에)
- Diagonal Norte (디아고날 노르테)
- Avenida de Mayo (아베니다 데 마요)
- Moreno (모레노)
- Independencia (인데펜덴시아)
- San Juan (산 유안)
- Constitución (콘스티투시온)

## 같이 보기
- 부에노스아이레스 지하철